# Естепона
Естепо̀на (на испански: Estepona) е испански морски курортен град.

## География
Градът се намира в провинция Малага на автономната област Андалусия. Населението към 2006 г. е 58 603. Простира на 137 кв. км. 21,4 км. е плажната и ивица. Средната годишна температура на въздуха е около 18,7 Cº на водата около 18 Cº. Слънчевите лъчи греят над Естепона повече от 325 дни в годината.

## История
Съществува неяснота относно създаването и наименованието на града.
Първо преди етапа на финикийците, римляните и арабите Естепона била една спирка за лодките които пътуват между Кадис и Малага, които по онова време се казвали Кадир и Малака. В онези дни Естепона се наричала Астапа (Astapa). Рибарите оставали в Естепона, когато времето не било благоприятно за риболов.
По време на Арабското царство се използвали три имена: Алекстебуна (Alextebbuna), Астебуна (Asttebbuna) и Истебуна (Istebbuna).
Третата теория разказва че името на града идва от епохата на Кордовския халифат, когато един човек се установил да живее в Естепона в къща в Сиера Бермеха (Sierra Bermeja, Алената планина) от където да се радва на слънцето и плажа. Неговото име било Caí от Benestepar и се знае като първият турист.

## Икономика
Основни отрасли в икономиката на Естепона са морският туризъм, отглеждането на цитрусови плодове и риболова.